# Chasia Bornstein-Bielicka

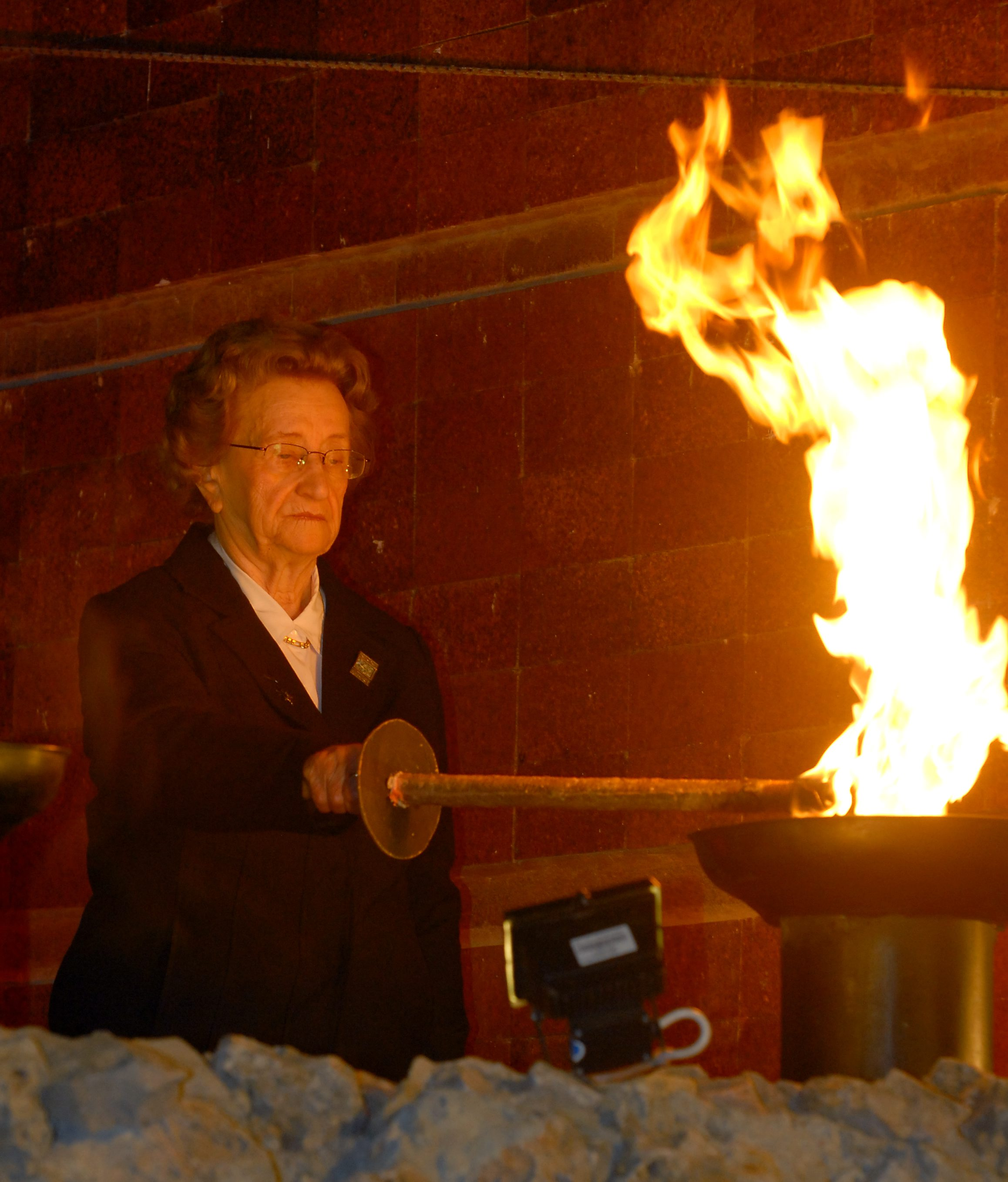
Chasia Bornstein-Bielicka, Yad Vashem 2006

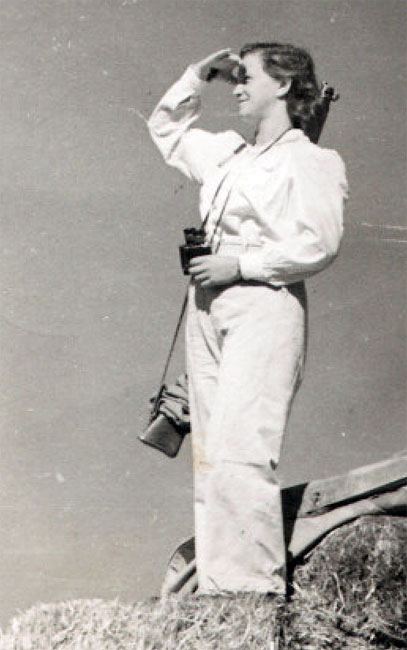
Chasia Bornstein-Bielicka im Kibbuz Lehawot HaBaschan (1948)

Chasia Bornstein-Bielicka (* 16. Januar 1921 in Grodno; † 15. Juli 2012) war eine Partisanin, die sich während der deutschen Besetzung Polens in der Zeit des Nationalsozialismus am jüdischen Widerstand in den Ghettos Grodno und Białystok beteiligte.

## Kindheit und Familie
Am 16. Januar 1921 kam Chasia Bornstein-Bielicka im polnischen Grodno zur Welt, das damals für seinen hohen jüdischen Bevölkerungsanteil bekannt war. In einem jüdischen Schtetl wuchs sie mit ihren Geschwistern Avramele, Rocheleh und Zipporka in einer traditionell jüdischen Familie auf. Ihr Vater Yehuda besaß eine Getränkefabrik, ihre Mutter Deborah arbeitete in einer Fabrik und führte einen kleinen Lebensmittelladen. Chasias Kindheit in der jüdischen Gemeinde Grodnos wurde bald von antisemitischen Übergriffen überschattet.
Tragischerweise war sie die einzige Überlebende ihrer über 90-köpfigen Verwandtschaft während des Holocaust. In einem Interview sagte Chasia Bielicka-Bornstein: „Alle sind umgekommen. Nicht nur meine engsten Familienmitglieder. Auch meine Onkels und Tanten. Alle sind umgekommen. Ich bin die Einzige einer Familie von 90 Personen, die überlebt hat.“

## Untergrundarbeit
Mit zwölf Jahren trat Chasia Bielicka 1933 der sozialistisch-zionistischen Jugendbewegung Hashomer Hatzair (Junger Wächter) bei. Diese Organisation setzte sich für die Alija nach Israel und für den Aufbau von Kibbuzim ein.
Nachdem am 1. November 1943 die Juden in Grodno zwangsweise ins Ghetto gezwungen worden waren, wurde Bielicka Mitglied der dort entstehenden Untergrundorganisation. Da die Führung der Untergrundgruppe die Liquidierung des Ghettos fürchtete, wurde sie, zusammen mit Chaika Grossman beauftragt, nach Białystok zu fahren. Sie sollten das so genannte „Laboratorium“ aus Grodno retten, eine Sammlung von Materialien zur Fälschung von Dokumenten, die es den Juden ermöglichte, das Ghetto dank gefälschter Papiere zu verlassen. In der Nacht vom 15. zum 16. Januar 1943 gelangte Bielicka zusammen mit ihrer Freundin nach Białystok.
Mit Hilfe eines gefälschten Geburtsscheins nahm Bielicka eine zweite Identität als Polin mit dem Namen Halina Stasiuk an. Sie arbeitete für den jüdischen Widerstand in Białystok als „Verbindungsperson“, d. h., sie konnte sich mittels ihrer polnischen Tarnidentität außerhalb des Ghettos aufhalten. Sie arbeitete als Dienstmädchen bei einem SS-Mann namens Luchterhand. Nachdem das Ghetto Białystok im August 1943 nach einem Aufstand der jüdischen Bevölkerung liquidiert worden war, arbeitete Bielicka als Kontoristin im Malerbetrieb des NS-Gegners Otto Busse, den sie in Kontakt zu polnischen und russischen Partisanen brachte. Ab August 1944 beteiligte sie sich an Partisanenaktionen zur Befreiung von Białystok.

## Leben nach Kriegsende
Nach Kriegsende versuchte sie, nach Palästina auszuwandern, was ihr allerdings erst über einige Umwege gelang. Zunächst erreichte sie Łódź, wo sie ein Heim für jüdische Kinder betrieb, die den Holocaust in ihren Verstecken überlebt hatten. Anschließend kam sie für ein Jahr in ein Displaced-Persons-Lager in Deutschland, danach nach Frankreich. Von dort aus reiste sie illegal nach Britisch-Zypern, wo sie von den britischen Behörden interniert wurde. Nach fast zwei Jahren erreichte sie im August 1947 Palästina. Sie gelangte zuerst in den Kibbuz Gan Schmu’el und beteiligte sich später an der Gründung des Kibbuz Lehawot HaBaschan. Ebenfalls 1947 heiratete sie Heini Bornstein, den sie in Palästina wieder traf. Chasia und Heini Bornstein bekamen in Israel drei gemeinsame Kinder: Yehudit, Racheli und Dorit.
Ihre Erlebnisse verarbeitete sie in dem Buch Eine von Wenigen. Der Weg einer Kämpferin und Erzieherin (hebr. Ahat mi-meatim), das 2003 im israelischen Moreschet-Verlag (Tel Aviv) erschien.

## Schriften
- Mein Weg als Widerstandskämpferin, München (dtv) 2008
- Chasia Bornstein-Bielicka: Jüdischer Widerstand in Grodno und Bialystok. Erinnerungen eines Verbindungsmädchens zur arischen Seite. in: W. Benz/B. Distel (Hrsg.): Dachauer Hefte 20 – Das Ende der Konzentrationslager, S. 71–87, Verlag Dachauer Hefte, Dachau, 2004 (auszugsweise Übersetzung der Autobiographie)